# Большой капкан, или Соло для кошки при полной луне
«Большой капкан, или Соло для кошки при полной луне» — российский художественный фильм 1992 года, мелодрама, созданная на студии Кубидж режиссёрами Анатолием Галиевым и Хасаном Биджиевым. Главные роли в этом фильме исполнили Ирина Муравьёва, Станислав Любшин и Николай Пеньков.

## Сюжет
Василий Андреевич Замковой — крупный правительственный чиновник, он давно женат, уже немолод и занимает один ответственный пост. Однажды он приезжает на отдых в свои родные места. Там он встречает молодую медсестру Марину, которая ему нравится. Марина отвечает ему взаимностью, у неё через некоторое время должен родиться от него ребёнок. В итоге оказывается, что срежиссировала их встречу и отношения старшая сестра Марины Виктория, которая опекает младшую. Так Виктория хотела устроить жизнь своей сестры и свою собственную жизнь.

## В ролях
- Ирина Муравьёва — Виктория
- Станислав Любшин — Григорий Арзамасский
- Юлия Силаева — Марина
- Николай Пеньков — Василий Андреевич Замковой
- Татьяна Васильева — Алевтина Моисеевна, секретарша Василия Замкового
- Нина Русланова — Муся
- Галина Польских — судья
- Людмила Полякова — Евдокия Филипповна
- Андрей Тартаков — Вадим, начальник охраны Замкового
- Алексей Золотницкий — Юрий Иванович, врач
- Евгений Крылатов — эпизод
- Татьяна Сашина — эпизод
- Вячеслав Горбунчиков — дядя Женя, парикмахер
- Ольга Агеева — эпизод
- Елена Белова — эпизод
- Алла Суркова — эпизод
- Татьяна Титова — эпизод
- Валерий Храмцов — эпизод

## Съёмочная группа
- Авторы сценария: Анатолий Галиев и Дагир Кубанов
- Режиссёры: Анатолий Галиев  и Хасан Биджиев
- Оператор: Роман Веселер
- Композитор: Евгений Крылатов
- Художник: Игорь Морозов
- Монтаж: Татьяна Егорычёва
- Костюмы: Ю. Исаченкова